# Cornillon-en-Trièves
 Cornillon-en-Trièves  es una población y comuna francesa, en la región de Ródano-Alpes, departamento de Isère, en el distrito de Grenoble y cantón de Mens.

## Demografía
| 138 | 128 | 132 | 142 | 142 | 137 |
| Para los censos de 1962 a 1999 la población legal corresponde a la población sin duplicidades (Fuente: INSEE [Consultar]) |     |     |     |     |     |